# Beatriz Argimón
Beatriz Argimón Cedeira, née le 14 août 1961 à Montevideo, est une notaire et femme d'État uruguayenne, membre du Parti national.
Elle est députée de 2000 à 2010, présidente du Parti national de 2018 à 2020, et vice-présidente de la République, première femme élue à cette fonction, mais la seconde à l'exercer, entre 2020 et 2025.